# Polska Unia Ofiar Nazizmu
Polska Unia Ofiar Nazizmu (PUON) – organizacja powołana w dniu 16 stycznia 2004, powstała z połączenia największych stowarzyszeń, związków i zrzeszeń reprezentujących ofiary nazizmu w Polsce. Po zarejestrowaniu w Krajowym Rejestrze Sądowym w dniu 2 czerwca 2004 uzyskała osobowość prawną. Od 30 września 2004 PUON posiada status organizacji pożytku publicznego.

## Przyczyny powstania
Polska Unia Ofiar Nazizmu powstała głównie z powodu konieczności rozszerzenia, koordynacji oraz zwiększenia skuteczności działań funkcjonujących w Polsce stowarzyszeń reprezentujących ofiary nazistowskich prześladowań (również na polu międzynarodowym). Przyczyną był także brak wystarczających środków w budżecie państwa na pomoc ofiarom hitleryzmu w Polsce (opieka, wszechstronna pomoc osobom chorym, starszym, poszkodowanym przez los i żyjącym na niskim poziomie materialnym).
Akceptację dla idei powołania organizacji, wyrazili również przedstawiciele najwyższych władz państwowych, którzy podczas zjazdu inauguracyjnego Polskiej Unii Ofiar Nazizmu w dniu 19 lutego 2004 z uznaniem poparli pomysł, osobiście lub w wystosowanych na tę okazję listach.
Do PUON należy w sumie 25 organizacji zrzeszających ofiary nazizmu, członkami-założycielami organizacji były:
- Stowarzyszenie Polaków Poszkodowanych przez III Rzeszę (Warszawa)
- Polski Związek Byłych Więźniów Politycznych Hitlerowskich Więzień i Obozów Koncentracyjnych (Warszawa)
- Stowarzyszenie Żydów Kombatantów i Poszkodowanych w II Wojnie Światowej(Warszawa)
- Związek Kombatantów RP i Byłych Więźniów Politycznych (Warszawa)
- Fundacja „Polsko-Niemieckie Pojednanie” (Warszawa)

## Władze
Władzą najwyższą PUON jest Rada Krajowa, złożona z przedstawicieli desygnowanych przez organa statutowe stowarzyszeń i osób prawnych będących jej członkami. Prezydium PUON złożone z 11 osób powołanych przez Radę Krajową. Przewodniczący, Wiceprzewodniczący, Sekretarz Generalny i Skarbnik wybierany jest ze składu Prezydium PUON. Zadania Prezydium realizowane są przez Biuro Wykonawcze, kierowane przez Sekretarza Generalnego. Organem kontrolnym jest Komisja Rewizyjna, w składzie: Przewodniczący, Sekretarz i pięciu Członków. Siedziba władz PUON znajduje się w Warszawie, przy ul. Wspólnej 30.

## Cele i zadania
Spośród głównych celów Polskiej Unii Ofiar Nazizmu do najważniejszych należy objęcie środowiska ofiar nazizmu szeroko rozumianą działalnością humanitarno-opiekuńczo-socjalną (m.in. profilaktyką, opieką medyczną i leczeniem sanatoryjnym, wsparciem finansowym w zakupie leków i sprzętu rehabilitacyjnego, pielęgnacja obłożnie chorych, poradnictwo prawne, wolontariat itp.).
Ponadto, organizacja stawia sobie za cel utrwalenie prawdy historycznej związanej z II wojną światową i upamiętnienie miejsc oraz obiektów związanych ze zbrodniami hitlerowskimi. Polska Unia Ofiar Nazizmu stoi równocześnie na stanowisku, iż ostatni żyjący świadkowie zbrodni nazistowskich powinni pełnić rolę strażników pamięci o wydarzeniach sprzed ponad 60 lat oraz poprzez upowszechnianie tej wiedzy dbać o to, aby nigdy więcej nie doszło do podobnej tragedii.
W celu realizacji swoich celów, organizacja podejmuje współpracę z instytucjami kulturalnymi, naukowymi oraz organizacjami społecznymi w kraju i zagranicą, dążąc do budowania wzajemnego zrozumienia, szacunku, tolerancji, przezwyciężania stereotypów, szowinizmu i ksenofobii.
1 września 2005 Polska Unia Ofiar Nazizmu zawarła porozumienie ze Związkiem Harcerstwa Polskiego (ZHP), dotyczącą współdziałania w zakresie realizacji celów statutowych organizacji (głównie w zakresie organizowania i udzielania wsparcia psychiczno-mentalnego oraz pomocy humanitarno-opiekuńczej dla potrzebujących ofiar nazizmu).

## Finansowanie
Organizacja finansowana jest ze środków pozyskiwanych od sponsorów w Polsce, Niemczech i innych krajach. Ponieważ organizacja nie otrzymuje środków z budżetu państwa ani nie posiada środków własnych, próbuje uzyskiwać wsparcie od placówek rządowych i samorządowych, firm państwowych i prywatnych, banków, instytucji finansowych, organizacji pozarządowych oraz innych podmiotów prywatnych lub osób fizycznych.

## Działalność wydawnicza
PUON cyklicznie wydaje drukiem periodyk „Głos Ofiar Nazizmu”, którego redaktorem naczelnym jest p. Andrzej Machnowski. W piśmie poruszana jest problematyka zbrodni nazistowskich, zamieszczane są wspomnienia ofiar nazizmu, recenzje książek oraz artykuły historyczno-naukowe.